# Augusto Mastrantoni
Augusto Mastrantoni, né le 10 août 1894 à Rome dans la région du Latium en Italie et mort dans la même ville le 25 septembre 1975, est un acteur italien.

## Biographie
Augusto Mastrantoni naît à Rome en 1894. Acteur de genre, principalement actif au théâtre, il prend part au cours de sa carrière à onze films et tourne dans une vingtaine de productions télévisuelles.
Il débute au cinéma en 1948 dans le drame Cuore de Duilio Coletti et Vittorio De Sica, une adaptation du roman Le Livre-cœur d'Edmondo De Amicis. En 1952, il prend part au premier film de Leonardo Cortese, Violence charnelle (Art. 519 codice penale). Il joue ensuite dans le classique Femmes libres (Una donna libera) de Vittorio Cottafavi. Sur la fin de sa carrière, il incarne notamment un religieux dans la comédie La Femme du prêtre (La moglie del prete) de Dino Risi aux côtés de Sophia Loren, Marcello Mastroianni et Venantino Venantini.
À la télévision, il prend part à de nombreux téléfilms et tourne dans des séries télévisées adaptés de romans et de pièces de théâtre populaires, toutes destinées à la Rai, comme la mini-série L'idiota réalisée d'après le roman L'Idiot de l'écrivain russe Fiodor Dostoïevski, la série La cittadella adapté d'après le roman La Citadelle du romancier écossais A. J. Cronin ou encore la série I promessi sposi inspiré par le classique Les Fiancés d'Alessandro Manzoni.
Mastrantoni décède en 1975 à Rome à l'âge de 81 ans.

## Filmographie

### Au cinéma

#### Longs-métrages
- 1948 : Cuore de Duilio Coletti et Vittorio De Sica
- 1948 : Symphonie humaine (L'altra) de Carlo Ludovico Bragaglia
- 1950 : Toselli (Romanzo d'amore) de Duilio Coletti
- 1951 : Violence charnelle (Art. 519 codice penale) de Leonardo Cortese
- 1952 : Processo contro ignoti de Guido Brignone
- 1954 : Femmes libres (Una donna libera) de Vittorio Cottafavi
- 1957 : Ces sacrés étudiants (Noi siamo le colonne) de Luigi Filippo D'Amico
- 1957 : Malafemmena d'Armando Fizzarotti
- 1970 : Brancaleone s'en va-t-aux croisades (Brancaleone alle crociate) de Mario Monicelli
- 1971 : La Femme du prêtre (La moglie del prete) de Dino Risi
- 1972 : Sans famille, sans le sou, en quête d'affection (Senza famiglia, nullatenenti cercano affetto) de Vittorio Gassman

### À la télévision

#### Séries télévisées
- 1959 : L'idiota
- 1964 : La cittadella
- 1965 : Scaramouche de Daniele D'Anza, un épisode
- 1965 : Il favoloso '18
- 1966 : Le inchieste del commissario Maigret, épisode Non si uccidono i poveri diavoli
- 1967 : I promessi sposi
- 1967 : Sheridan, squadra omicidi , épisode Paso doble
- 1968 : L'affare Dreyfuss de Leandro Castellani
- 1969 : Nero Wolfe épisode Il patto dei sei
- 1969 : Il triangolo rosso, épisode L'orologio si è fermato
- 1969 : I fratelli Karamàzov
- 1971 : Il segno del comando de Daniele D'Anza
- 1974 : L'edera

#### Téléfilms
- 1955 : Amleto de Claudio Fino
- 1955 : La scuola delle mogli de Corrado Pavolini
- 1959 : Il gran maestro di Santiago d'Enzo Ferrieri
- 1961 : Giosafatte Tallarico de Gilberto Tofano
- 1961 : Il più forte d'Edmo Finoglio
- 1962 : Le notti bianche de Vittorio Cottafavi
- 1963 : Processo a Gesù de Sandro Bolchi
- 1963 : Jack l'infallibile de Roberto Meloni
- 1965 : La strada più lunga de Nelo Risi
- 1968 : La pietà di novembre de Lino Procacci
- 1969 : Dal tuo al moi de Mario Landi
- 1970 : Il Muro de Leandro Castellani

## Source
- (en) Michael R. Pitts, Famous Movie Detectives III, Lanham, Scarecrow Press, 2004, 416 p. (ISBN 978-0-8108-3690-7, présentation en ligne), p. 171.